# Hermann Werner Siemens
Hermann Werner Siemens (* 20. August 1891 in Charlottenburg; † 21. Dezember 1969 in Leiden) war ein deutscher Dermatologe, Zwillingsforscher und Universitätsprofessor an der Universität Leiden.

## Leben
Hermann Siemens schloss sein Studium an den Universitäten München und Berlin 1918 in Berlin mit dem Erwerb des Doktortitels ab. Nach kurzzeitiger Tätigkeit bei Josef Jadassohn in Breslau ging er 1921 an die dermatologische Klinik der Universität München. Er war zunächst Privatdozent, erhielt 1923 die Habilitation für Dermatologie und wurde 1927 außerordentlicher Professor. Seit 1929 war er ordentlicher Professor für Dermatologie an der Universität Leiden in den Niederlanden.
Mit seiner bahnbrechenden Studie Die Zwillingspathologie. Ihre Bedeutung – ihre Methodik – ihre bisherigen Ergebnisse aus dem Jahr 1924 führte er die weitverbreitete "klassische Zwillingsmethode" ein. Er war der Erste, der nicht nur Zwillinge für eine Studie nutzte (um den Einfluss der Gene im Vergleich zur Umwelt bei Hautveränderungen zu bestimmen), sondern der zwischen eineiigen und zweieiigen Zwillingen unterschied und der die korrekten 100%/50%-Rückschlüsse zur genetischen Ähnlichkeit bezüglich dieser Gruppen beachtete.
Sein Einfluss auf die Entwicklung der Zwillingsforschung wird weithin nicht anerkannt, möglicherweise, weil er die nationalsozialistische "Erbhygiene"-Politik unterstützte. Sein Buch Grundzüge der Vererbungslehre, Rassenhygiene und Bevölkerungspolitik warb für freiwillige Unfruchtbarmachung "krankhaft oder minderwertig Veranlagter" und enthielt in späteren Auflagen lobende Erwähnungen von Hitlers Ideen zur Rassenhygiene. Andererseits verlor er 1942 seinen Lehrstuhl an der Universität Leiden und wurde zeitweilig wegen seines Widerstands gegen die deutsche Besatzungspolitik sogar in Geiselhaft genommen. Kurz nach dem Krieg erhielt er seine Fakultätsposition in Leiden, die er bis zu seiner Emeritierung innehatte, zurück.
Während seiner zeitweiligen zwangsweisen Emeritierung 1942–1945 schrieb er ein Buch über die Vorfahren seines Schwiegervaters, zu denen vor allem mütterlicherseits bekannte Augsburger Patrizierfamilien gehörten: Die Vorfahren von Friedrich von Müller, C.H. Beck, München 1957. Siemens half während seiner Zeit in Leiden Friedrich von Müller bei der Erstellung der Kapitel Konstitution und Vererbung und Grundbegriffe der Hautkrankheiten im Taschenbuch der medizinisch-klinischen Diagnostik. Siemens wirkte zudem mit bei der von Günther Just und Karl Heinrich Bauer ab 1935 herausgegebenen Zeitschrift für menschliche Vererbungs- und Konstitutionslehre.
1966 wurde er zum Mitglied der Leopoldina gewählt.
Nach Hermann Werner Siemens benannte Krankheiten:
- Christ-Siemens-Touraine Syndrom (Hypohidrotic ectodermal dysplasia)
- Hallopeau-Siemens Syndrom (Recessive dystrophic epidermolysis bullosa)
- Ichthyosis bullosa von Siemens
- Siemens' Syndrom 1 (Keratosis follicularis spinulosa decalvans)
- Bloch Siemens Syndrom (Incontinentia pigmenti)

## Schriften (Auswahl)

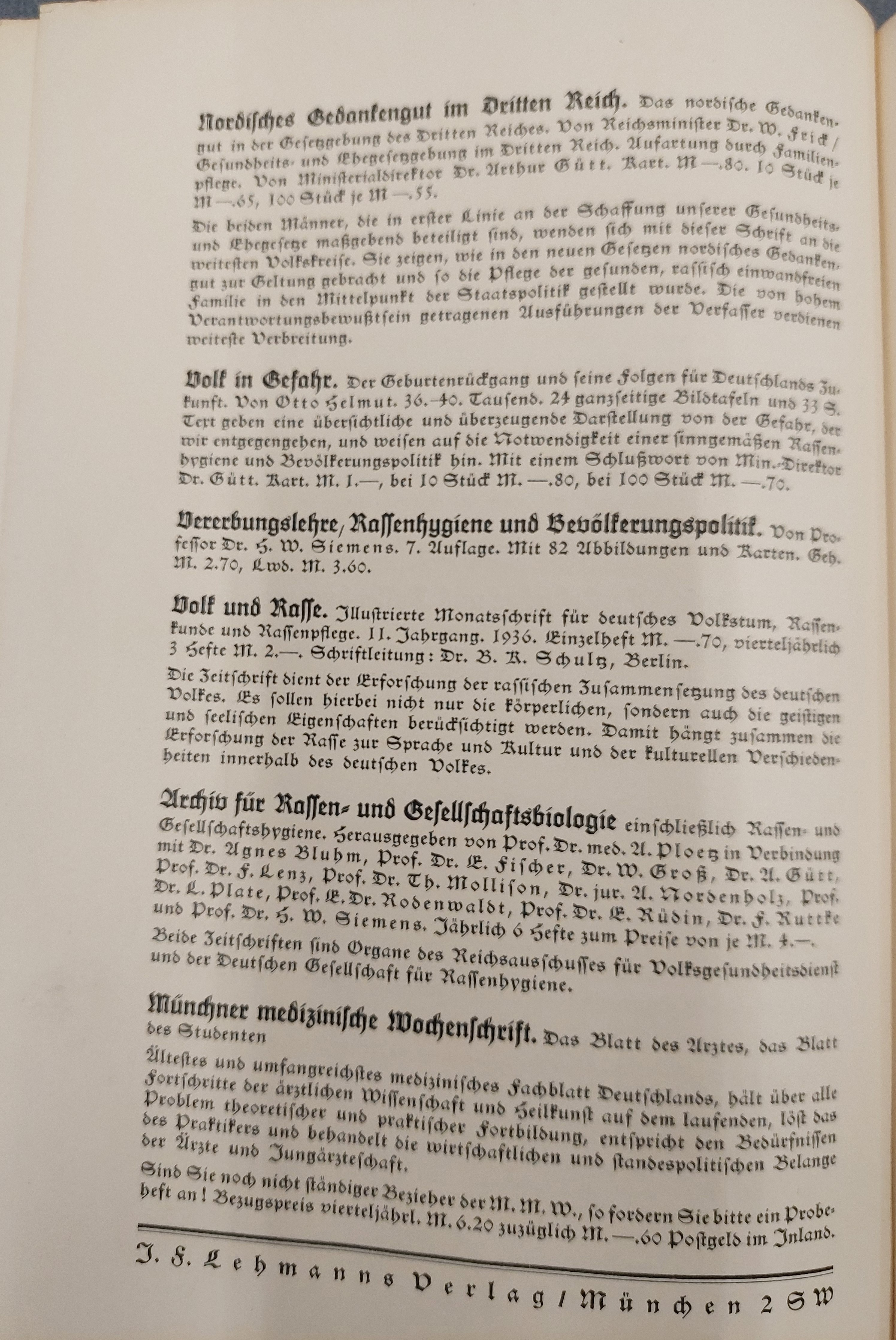
Verlagswerbung für Vererbungslehre, Rassenhygiene und Bevölkerungspolitik (1936)

- Die biologischen Grundlagen der Rassenhygiene und der Bevölkerungspolitik. Für Gebildete aller Berufe. J. F. Lehmanns Verlag, München 1917.
- Einführung in die allgemeine Konstitutions- und Vererbungspathologie. Ein Lehrbuch für Studierende und Ärzte. Verlag von Julius Springer, Berlin 1921. (2. Aufl. 1923 unter dem geänderten Titel: Einführung in die allgemeine und spezielle Vererbungspathologie des Menschen. Ein Lehrbuch für Studierende und Ärzte.)
- Die Zwillingspathologie. Ihre Bedeutung – ihre Methodik – ihre bisherigen Ergebnisse. Verlag von Julius Springer, Berlin 1924.
- Grundzüge der Vererbungslehre, Rassenhygiene und Bevölkerungspolitik für Gebildete aller Berufe. J. F. Lehmanns Verlag, München, 5. Aufl. 1933. (1. Aufl. 1916[11], 2. Aufl. 1923 unter dem Titel: Grundzüge der Rassenhygiene, zugleich Einführung in die Vererbungslehre: für Gebildete aller Berufe.; 3. Aufl. 1926, 4. Aufl. 1928. Nach Angaben im Copyright lagen bis 1933 Übersetzungen in folgende Sprachen vor: Schwedisch [1918], Englisch [1924], Französisch [1929] und Holländisch [1930].)
- Stammbaum der Familie Siemens. Neubearbeitet und herausgegeben von Prof. Dr. med. Hermann Werner Siemens (519), Leiden. J. F. Lehmanns Verlag, München 1935.
- Die experimentell-therapeutische Analyse der Dreuwschen Salbe. In: Arch. Dermatol. Syph. Band 179, 1939, S. 580–602.
- Allgemeine Diagnostik und Therapie der Hautkrankheiten als Einführung in die Dermatologie für Studierende und Praktiker. Springer-Verlag, Berlin – Göttingen – Heidelberg 1952. (Nach dem Vorwort erschien 1949 eine holländische Ausgabe dieses Titels bei Scheltema en Holkema in Amsterdam.)
- Die Vorfahren von Friedrich von Müller. Verlag C. H. Beck, München 1957.